# Bredbandsbolaget
B2 Bredband AB, ofta kallat Bredbandsbolaget, var till 15 maj 2018 en svensk internetleverantör som erbjöd bredband med höga hastigheter för internetåtkomst, mobiltelefoni, IP-telefoni, telefoni, digital-TV och andra tjänster. Bredbandsbolaget hade 2018 fler än 475 000 anslutna hushåll och var därmed landets tredje största bredbandsleverantör efter ComHem och Telia. Bredbandsbolaget var också en av Sveriges största leverantörer av bredbandstelefoni med fler än 200 000 anslutna hushåll. Bredbandsbolagets nät byggdes ut kontinuerligt och kunde nå cirka två miljoner svenska hushåll på över 70 orter runt om i landet. . 
Bredbandsbolaget var en del av Telenor Sverige Aktiebolag och uppgick i denna 15 maj 2018.
Den 15 maj 2018 upphörde Bredbandsbolaget att existera som ett eget varumärke och integrerades helt i moderbolaget Telenor. Beslutet var en del av Telenors strategi att samla alla sina svenska konsumenttjänster – mobiltelefoni, bredband och TV – under det gemensamma varumärket Telenor för att skapa en tydligare profil mot kunderna.
För Bredbandsbolagets befintliga kunder innebar förändringen att deras tjänster och abonnemang automatiskt flyttades över till Telenor, som tog över all kundservice och teknisk support. Namnbytet föregicks av en informationskampanj för att förbereda kunderna på övergången. I och med detta avslutades en nästan tjugoårig era för ett av de mest välkända och inflytelserika namnen på den svenska bredbandsmarknaden.

## Historik
Framtidsfabrikens grundare Jonas Birgersson var tidig med att förespråka att Sverige skulle avveckla kopparnätet och istället koppla upp Sverige med bredband. Telia gav då Framfab i uppdrag att utreda hur lång tid ett sådant projekt skulle ta och vad det skulle kosta. Ungefär samtidigt som utredningen var klar kom beslutet att Telia skulle bli folkaktie istället för att ägna sig åt infrastruktur. Birgersson meddelade då att om inte Telia tänkte satsa på fibernät så skulle Framfab göra det själva. Som ett resultat av detta grundades Bredbandsbolaget inom ramen för Framtidsfabriken. I maj 1999, överfördes Bredbandsbolaget till ett eget aktiebolag. Samma år tecknade Bredbandsbolaget ett avtal med HSB om att bredbandsansluta 350 000 bostadsrätter. Avtalet blev en katalysator för bredbandsutbyggnaden i Sverige. År 2005 förvärvades Bredbandsbolaget av norska Telenor för 6 miljarder kronor. Företaget var då Sveriges näst största internetleverantör.

- Maj 1998: Första affärsplanen upprättas av Jan Nilsson och Jan-Erik Fiske på Framfab på initiativ av Jonas Birgersson och med assistans av Mattias Söderhielm.
- Maj 1999: Svenska Bredbandsaktiebolaget bildas med Jan Nilsson som VD, och Framfab som huvudägare. Styrelseordförande blir först Jonas Birgersson, och därefter Peter Ekelund.
- Juni 1999: Bland andra amerikanska Carlyle Group, svenska Investor och brittiska NTL går in som stora ägare i en nyemission.
- Våren 2000: Norske Jan Morten Ruud rekryteras från Telia som ny VD. Samma år blev Jan Stenberg ny styrelseordförande.
- Juli 2000: B2 Benelux bildas i samarbete med brittiska Continuum Group Ltd.[9]
- Oktober 2000: Bolaget tvingas som ett av de första svenska bolagen att ställa in en planerad börsintroduktion och större nyemission på grund av den sviktande konjunkturen och IT-kraschen, med följd att bolaget tvingades avbryta internationella expansionsplaner.[5]
- September 2001: En nyemission om 230 miljoner USD säkras av befintliga ägare och bland annat amerikansk-ryska Access Industries och Continuum Group Ltd. [10]
- Oktober 2001: Bredbandsbolaget säljer sin andel i 3G-konsortiet Orange Sverige AB.[11]
- Juni 2002: Peder Ramel rekryteras från MTG som ny VD.
- Januari 2003: Bredbandsbolaget lanserar fast telefoni.
- Augusti 2004: Bredbandsbolaget köper konkurrenten Bostream.
- November 2004: TV-sändningar via bredbandsnätet lanseras med Viasats guldpaket som grund.
- 2005: Finanschefen Johan Lindgren blir ny VD.
- Juli 2005: Bredbandsbolaget förvärvas av norska Telenor för en köpeskilling om 6 miljarder kronor.[12]
- Juni 2015: Bredbandsbolaget förvärvar tele2:s TV och Bredbandsverksamhet på fiber nätet.[13]
- 15 maj 2018: Bredbandsbolaget byter namn till Telenor

## Betydelse för svensk bredbandsutbyggnad
Bredbandsbolaget spelade en avgörande roll i den tidiga utbyggnaden av höghastighetsinternet i Sverige. Under sent 1990-tal och tidigt 2000-tal utmanade de direkt det tidigare telemonopolet Telia, som vid den tiden främst satsade på ADSL-teknik via det existerande kopparnätet. Bredbandsbolagets affärsmodell, med grundaren Jonas Birgersson som en drivande visionär, fokuserade istället på att erbjuda betydligt högre hastigheter genom att installera lokala nätverk (LAN) med fiberanslutning direkt i flerbostadshus.
Det banbrytande avtalet med HSB från 1999, där 350 000 lägenheter skulle anslutas, blev en katalysator för fiberutbyggnaden i landet. Denna aggressiva utbyggnadstakt skapade ett starkt konkurrenstryck på marknaden, vilket tvingade andra aktörer, inklusive Telia, att accelerera sina egna fibersatsningar. Konkurrensen ledde till snabbare hastighetsökningar och pressade priser för konsumenterna i hela landet. Företagets tidiga satsning på fiber anses därför vara en av de viktigaste anledningarna till att Sverige tidigt etablerade sig som ett av världens ledande länder inom bredbandstillgång och hastighet. 

## Kritik och Kontroverser
Under sin verksamma tid var Bredbandsbolaget, i likhet med andra stora internetleverantörer, föremål för både kritik från kunder och inblandning i principiellt viktiga rättsfall som rörde internet och upphovsrätt.

### Rättsfallet om The Pirate Bay
Den mest uppmärksammade kontroversen var Bredbandsbolagets roll som internetleverantör åt fildelningssajten The Pirate Bay. Då sajtens servrar var anslutna till internet via Bredbandsbolagets nät, hamnade företaget i centrum för den juridiska striden om fildelning i Sverige.
Film- och musikindustrins rättighetsinnehavare, däribland Svensk Filmindustri och Universal Music, stämde Bredbandsbolaget med kravet att företaget skulle blockera sina kunders tillgång till The Pirate Bay. Bredbandsbolaget argumenterade emot detta och hävdade att en internetleverantör inte ska hållas ansvarig för den trafik som passerar genom dess nät och att ett sådant krav stred mot principen om nätneutralitet.
Fallet gick genom flera rättsinstanser. År 2015 slog Stockholms tingsrätt fast att Bredbandsbolaget var skyldigt att införa en blockering, en dom som senare fastställdes av Svea hovrätt. Domen blev prejudicerande och etablerade att svenska domstolar kan ålägga internetleverantörer att blockera tillgången till specifika webbplatser för att förhindra upphovsrättsintrång.

### Datalagring och integritetsfrågor
Bredbandsbolaget var, tillsammans med övriga svenska teleoperatörer, tvunget att förhålla sig till den omdebatterade datalagringslagen (LEDA). Lagen, som baserades på ett EU-direktiv, krävde att operatörer skulle lagra trafikuppgifter om sina kunders telefonsamtal och internetanvändning för att kunna lämna ut dem till brottsbekämpande myndigheter.
Lagen mötte massiv kritik från integritetsförespråkare som menade att den innebar en oproportionerlig massövervakning av medborgarna. Även om Bredbandsbolaget, till skillnad från vissa mindre operatörer, valde att följa lagen, blev företaget som en del av branschen en måltavla för kritiken mot datalagringen.

## Utbud
Bredbandsbolaget tillhandahöll bredbandstjänster för internetaccess, telefoni och digital-TV. 

### Bredband
Företaget levererade bredbandsprodukter via ADSL, via egna kabelnät och som mobilt bredband.

### Digital-TV
Kanalutbud, med kanalplatsnummer.
| - 1. SVT1 (regional variant) - 2. SVT2 (regional variant) - 3. TV3 (regional variant) - 4. TV4 (lokal variant) - 5. Kanal 5 (regional variant) - 6. TV6 - 7. Sjuan - 8. TV8 - 9. Kanal 9 - 10. TV10 - 11. Kanal 11 - 12. TV12 - 13. Canal+ First - 14. Canal+ Hits - 15. Canal+ Action - 16. Canal+ Drama - 16. Canal+ Series - 16. Canal+ SF-kanalen - 15. Canal+ Sport1 - 17. Canal+ Sport2 - 17. Canal+ Sportextra - 18. Canal+ Hockey - 19. Canal+ Play - 20. TV1000 - 21. TV1000 Plus One - 22. TV1000 Action - 23. TV1000 Nordic - 24. TV1000 Family - 25. TV1000 Classic | - 26. TV4 Film - 27. Viasat Sport - 28. Viasat Fotboll - 29. Viasat Motor - 30. Viasat Hockey - 31. Viasat Golf - 32. Viasat Explorer - 33. Viasat History - 34. Sportkanalen - 35. TV4 Komedi - 36. TV4 Sience fiction - 37. TV4 Fakta - 38. TV4 Film - 39. TV4+ - 40. TV4 Fakta - 41. TV400 - 42. TV4 Guld - 43. Viasat Nature/Crime - 44. Disney Channel - 45. Disney XD - 46. SVTB - 47. SVT24 - 48. SVT HD - 49. Nickelodeon | - 50. MTV - 51. Comedy Central - 52. BBC World - 53. CNN International - 54. Kunskapskanalen - 55. Playboy TV - 56. Spice - 57. ZTV (TV10) - 58. National Geographic - 59. SF Anytime - 60. Nordisk Film - 61. TV4 Play - 62. TV3 Sport - 63. Eurosport - 64. Eurosport 2 |

## Företagsledning
- Jan Nilsson, 1998–1999
- Peter Ekelund, 1999–2000
- Jan Morten Ruud, 2000–2002
- Peder Ramel, 2002–2006
- Johan Lindgren, 2006
- Marcus Nylén, 2006–2008
- Georgi Ganev, 2008–2012
- Lars-Åke Norling, 2012–2014
- Patrik Hofbauer, 2014–?

## Förkortning
Bredbandsbolagets namn förkortades olika beroende på kontext. Bland slutanvändare förekom ofta förkortningen "BBB". Branschfolk och anställda vid företaget använde förkortningen "B2", eftersom bolagets ursprungliga firma var "B2 Bredband AB". Exempel på det första alternativet återfanns till exempel på Sweclockers, medan den andra formen förekom på IRC-kanaler där tekniker från ISP-världen interagerar.